# Zakrzewek (gmina Wierzbinek)
Zakrzewek – wieś w Polsce położona w województwie wielkopolskim, w powiecie konińskim, w gminie Wierzbinek. Częścią integralną wsi jest miejscowość Sosnówka. Poza sosnówką w skład sołectwa Zakrzewek wchodzą Ciepłowo, Dziadoch, Nykiel (siedziba sołectwa), Rybno, Teodorowo i Teresewo.
Pod koniec XVIII wieku właścicielem wsi był Maciej Rybiński. W latach 1975–1998 miejscowość należała administracyjnie do województwa konińskiego. W roku 2011 miejscowość liczyła 68 mieszkańców, w tym 34 kobiety i 34 mężczyzn.

We wsi znajduje się szkoła podstawowa, która założona została w formie szkoły początkowej podczas I wojny światowej. Na południe od miejscowości przepływa Noteć, na zachodzie położone jest jezioro Zakrzewek o powierzchni 10,50 ha, a w jej pobliżu formy wydmowe.
Z Zakrzewka pochodzi Stanisław Sztuba (1916-1942) był on mechanikiem 301 dywizjonu bombowego w czasie II wojny światowej. W czasie kampanii polskiej walczył w składzie 41 Eskadry Rozpoznawczej wchodzącej w skład Armii Modlin. W trakcie wykonywania prac przy Wellingtonie IV uległ wypadkowi. Został pochowany 17 stycznia 1942 roku na cmentarzu w Newark.
Wielkość gruntów rolnych  w miejscowości, wśród których przeważa V i VI klasa, wynosi 158 ha. Uprawiane są na nich (poza łąkami i pastwiskami): jęczmień, pszenżyto i żyto.